# 1913 en rugby à XV
Chronologie du rugby à XV
1912 en rugby à XV - 1913 en rugby à XV - 1914 en rugby à XV
Les faits marquants de l'année 1913 en rugby à XV

## Événements

### Janvier
- L'équipe de France est admise pour la quatrième fois à disputer le Tournoi en 1913.

| Le 1er janvier à Paris  | France         | 3 - 21 | Écosse     |
| Le 18 janvier à Cardiff | Pays de Galles | 0 - 12 | Angleterre |
| Le 25 janvier à Londres | Angleterre     | 20 - 0 | France     |

- Les Springboks font une tournée en Grande-Bretagne, en Irlande et en France en 1912-1913. Les Sud-africains rentrent dans l’histoire : ils l'emportent sur l'Écosse 16-0, l’Irlande 38-0, le pays de Galles 3-0 et l’Angleterre 9-3 avant de rencontrer la France, le 11 janvier, au Bouscat pour s'imposer 38-5.

| No | Date            | Lieu               | Match                       | Score  | Compétition |
| -- | --------------- | ------------------ | --------------------------- | ------ | ----------- |
| 2  | 4 janvier 1913  | Londres Angleterre | Angleterre – Afrique du Sud | 3 – 9  | Test        |
| 1  | 11 janvier 1913 | Bordeaux France    | France – Afrique du Sud     | 5 – 38 | Test        |

### Février
| Le 1er février à Inverleith, Édimbourg | Écosse         | 0 - 8   | Pays de Galles |
| Le 8 février à Dublin                  | Irlande        | 4 - 15  | Angleterre     |
| Le 22 février à Inverleith, Édimbourg  | Écosse         | 29 - 14 | Irlande        |
| Le 27 février à Paris                  | France         | 8 - 11  | Pays de Galles |
| Le 8 mars à Swansea                    | Pays de Galles | 16 - 13 | Irlande        |

### Mars
| Le 8 mars à Swansea  | Pays de Galles | 16 - 13 | Irlande |
| Le 15 mars à Londres | Angleterre     | 3 - 0   | Écosse  |
| Le 24 mars à Cork    | Irlande        | 24 - 0  | France  |

- L'Angleterre gagne le tournoi en 1913, en remportant tous ses matchs. L'Angleterre réalise un grand chelem.
  - Article détaillé : Tournoi des cinq nations 1913

### Récapitulatifs des principaux vainqueurs de compétitions 1912-1913
- L'Aviron bayonnais est champion de France.
- Le Gloucestershire est champion des comtés anglais.
- Taranaki remporte le Ranfurly Shield, trophée sanctionnant une compétition de rugby à XV ouverte aux équipes de provinces néo-zélandaises.

### Octobre
Le 5 octobre 1913 est inauguré le Stade de la Croix du Prince à Pau.

## Naissances
- Le 26 avril 1913, naissance du Biarritz olympique de la fusion du « Biarritz Stade » et du Biarritz-Sporting-Club.
- Le premier véritable club de rugby des Fidji, le Pacific Club, est créé en 1913 par P.J. Sheehan qui avec ses ouvriers, venant de Nouvelle-Zélande et d'Australie, a voulu compenser le manque de clubs sportifs et de compétitions[1].
- Ouverture de Croke Park.